# Магдей, Михаил
Михаил (Михай) Магдей (рум. Mihai Magdei; род. 3 октября 1945) — советский и молдавский врач эпидемиолог, государственный и политический деятель. Министр здравоохранения Республики Молдова с 24 января 1997 по 22 мая 1998 года.

## Биография
Окончил Кишинёвский государственный медицинский институт.
Работал в Государственной санитарно-эпидемиологической службе по Молдавской республике. Был врачом-эпидемиологом, затем заведующим отделением. В 1971—1974 годах занимал должность главного врача Криулянского районного отдела здравоохранения. В 1974—1975 годах занимал должность заместителя главного врача Республиканской санитарно-эпидемиологической станции. В 1974—1983 годах занимал должность заведующего Санитарно-эпидемиологического управления Министерства охраны здоровья. В 1983—1994 годах занимал должность главного врача Республиканской санитарно-эпидемиологической станции.
В 1997—1998 годах занимал должность министра здравоохранения Республики Молдова. В 1998—2003 годах занимал должность генерального директора Республиканского научно-практического центра профилактической медицины. В 2009—2012 годах был заместителем министра здравоохранения и главным врачом Республики Молдова. 8 августа 2012 года в соответствии с постановлением Правительства был освобождён от занимаемой должности. По словам Михаила Магдея он узнал о своей отставке из СМИ.
Михаилом Магдеем написано 125 научно-практических работ, в том числе 2 монографии. Имеет 3 патента на изобретения.

## Награды
- 2011 — Орден Почёта[2]